# Бетовен (сериал)
„Бетовен“ е анимационен сериал, частично базиран на едноименния филм от 1992 г. продуциран е от Northern Lights Entertainment, Universal Animation Studios и MCA Television. Има един сезон, излъчван по CBS от 17 септември 1994 г. до 2 септември 1995 г. с 26 половинчасови епизоди. За разлика от игралния филм, Бетовен има реплики (той проговаря и в „Коледното приключение на Бетовен“ от 2011 г., петия филм от поредицата). Това е използвано и в анимационния сериал, базиран на филма „Волният Уили“, където делфинът Уили (главният герой) също говори.

## Участват
- Джоел Мъри – Бетовен
- Джо Пантолиано – Спарки
- Бил Фейгърбаки – Цезар
- Морис ЛаМарш – Мистър Хъгс
- Дийн Джоунс – Джордж Нютън
- Трес Макнийл – Алис Нютън, Джинджър
- Никол Том – Райс Нютън
- Джей Ди Даниълс – Тед Нютън
- Кат Суси – Емили Нютън
- Ханк Азария – Пудела Килър
- Джъстин Шенкароу – Роджър

## Епизоди
1. The Experiment (Експериментът): Бетовен се опитва да помогне на Тед с домашната му
2. Car Trouble (Автомобилна катастрофа): Бетовен и Спарки се решават да се возят с училищен автобус.
3. The Mighty Cone-Dog (Голямото куче – шишарка): Бетовен трябва да вози шишаркоподобно кученце и е осмиван от приятелите си.
4. Puppy Time (Време за кученцата): Бетовен и Спарки трябва да се грижат за кученца.
5. The Morning Paper (Сутрешният вестник): Джордж се опитва да научи Бетовен да му носи сутрешния вестник, без да го скъса.
6. The Big One (Големият): Бетовен и Спарки се опитват да спасят един от техните приятели.
7. Fleas! (Бълхи!): Семейство Нютън са влудени от армия ужасяващи бълхи.
8. Scent of a Mutt (Мирис на псе): Бетовен е прогонен от куче от висшата класа.
9. Down on the Farm (Надолу към фермата): Семейство Нютън и Бетовен отиват на семейна ваканция.
10. The Pound (Паундът)
11. Pet Psychiatrist
12. The Gopher Who Would Be King
13. Mr. Huggs' Wild Ride
14. Cyrano de Beethoven
15. The Mailman Cometh
16. Cat Fight
17. Kindergarten Caper
18. The Guard Dog
19. The Good, The Bad and the Poodle
20. Dog Dreams
21. Good Old George
22. A Cat Named Rover
23. The Dog Must Diet
24. The Incredible Pointless Journey
25. Whale Hunter
26. Week-end for every life

## „Бетовен“ в България
В България сериалът е излъчен през лятото на 2008 г. по Диема Фемили. Ролите се озвучават от Нели Топалова, Живка Донева, Симеон Владов, Здравко Димитров и Цветан Ватев. Няколко години по-късно се излъчва по Super7.